# Okręg wyborczy Ilford South
Okręg wyborczy Ilford South powstał w 1945 roku i wysyła do brytyjskiej Izby Gmin jednego deputowanego. Obejmuje centrum Ilfordu i przyległe przedmieścia.

## Deputowani do brytyjskiej Izby Gmin z okręgu Ilford South
- 1945-1950: James Ranger, Partia Pracy
- 1950-1966: Albert Cooper, Partia Konserwatywna
- 1966-1970: Arnold Shaw, Partia Pracy
- 1970-1974: Albert Cooper, Partia Konserwatywna
- 1974-1979: Arnold Shaw, Partia Pracy
- 1979-1992: Neil Thorne, Partia Konserwatywna
- 1992-2019: Mike Gapes, Partia Pracy, następnie w 2019 niezależny
- 2019-2024: Sam Tarry, Partia Pracy
- 2024- : Jas Athwal, Partia Pracy[2]